# Seonjo van Joseon
Koning Seonjo, geboren als Yi Yeon, was de veertiende koning van de Koreaanse Joseondynastie. Aan het begin van zijn regering was koning Seonjo een vorst die zijn volk liefhad, maar later werd het inhalig en corrupt. Tijdens het bewind van Seonjo werd Korea tweemaal aangevallen door de Japanners. De Japanse invasies staan te boek als een van de bloedigste periodes uit de Koreaanse geschiedenis. Het hof vluchtte van Hanyang naar het noorden. Na zijn terugkeer naar de hoofdstad was Seonjo de eerste Koreaanse vorst die gebruik maakte van het Deoksugung paleis, omdat de andere paleizen in de hoofdstad waren platgebrand.
Koning Seonjo geldt als een van de meest incompetente heersers die Korea ooit heeft gekend. Niet in de laatste plaats om de manier waarop hij admiraal Yi Sun-sin behandelde, die volgens vele geprezen had moeten worden vanwege zijn verzet tegen de Japanners, maar daarentegen op één punt in zijn carrière door Seonjo gedegradeerd werd tot een gewone soldaat.
Tijdens de regering van Seonjo was de politiek van Joseon verdeeld over verschillende fracties. Dit zorgde ervoor dat het land uitermate verzwakt raakte, waardoor het een makkelijke prooi werd voor de Japanse legers. De Chinese legers kwamen Joseon echter te hulp en Japan werd verslagen. Een belangrijke rol werd vervuld door admiraal Yi Sun-sin die met zijn vloot de Japanse bevoorrading verstoorde.
In 1608 stierf Seonjo en gaf de troon over aan kroonprins Gwanghaegun, de tweede zoon van Dame Kim, een van de concubines van de koning. De koningin had echter ook een zoon gekregen, waardoor er een dispuut uitbrak over de troonopvolging.

## Volledige postume naam
- Koning Seonjo Sogyung Jeongryun Ripgeuk Seongdeok Hongryeol Jiseong Daeeui Gyeokcheon Heeun Gyungmyung Sinryeok Honggong Yungeop Hyeonmun Euimu Seongye Dalhyo de Grote van Korea
- 선조소경정륜립극성덕홍렬지성대의격천희운경명신력홍공융업현문의무성예달효대왕
- 宣祖昭敬正倫立極盛德洪烈至誠大義格天熙運景命神曆弘功隆業顯文毅武聖睿達孝大王

- Bibliothèque nationale de France: cb16103340z (data)
- International Standard Name Identifier: 0000 0000 2530 9099
- Library of Congress Control Number: n85012222
- Système universitaire de documentation: 169460886
- Virtual International Authority File: 58034926
- WorldCat: E39PBJhhm8W3B93C7F3xQQV3cP